# Daspetah II
Daspetah II is een bestuurslaag in het regentschap Kepahiang van de provincie Bengkulu, Indonesië. Daspetah II telt 1245 inwoners (volkstelling 2010).